# Pintura

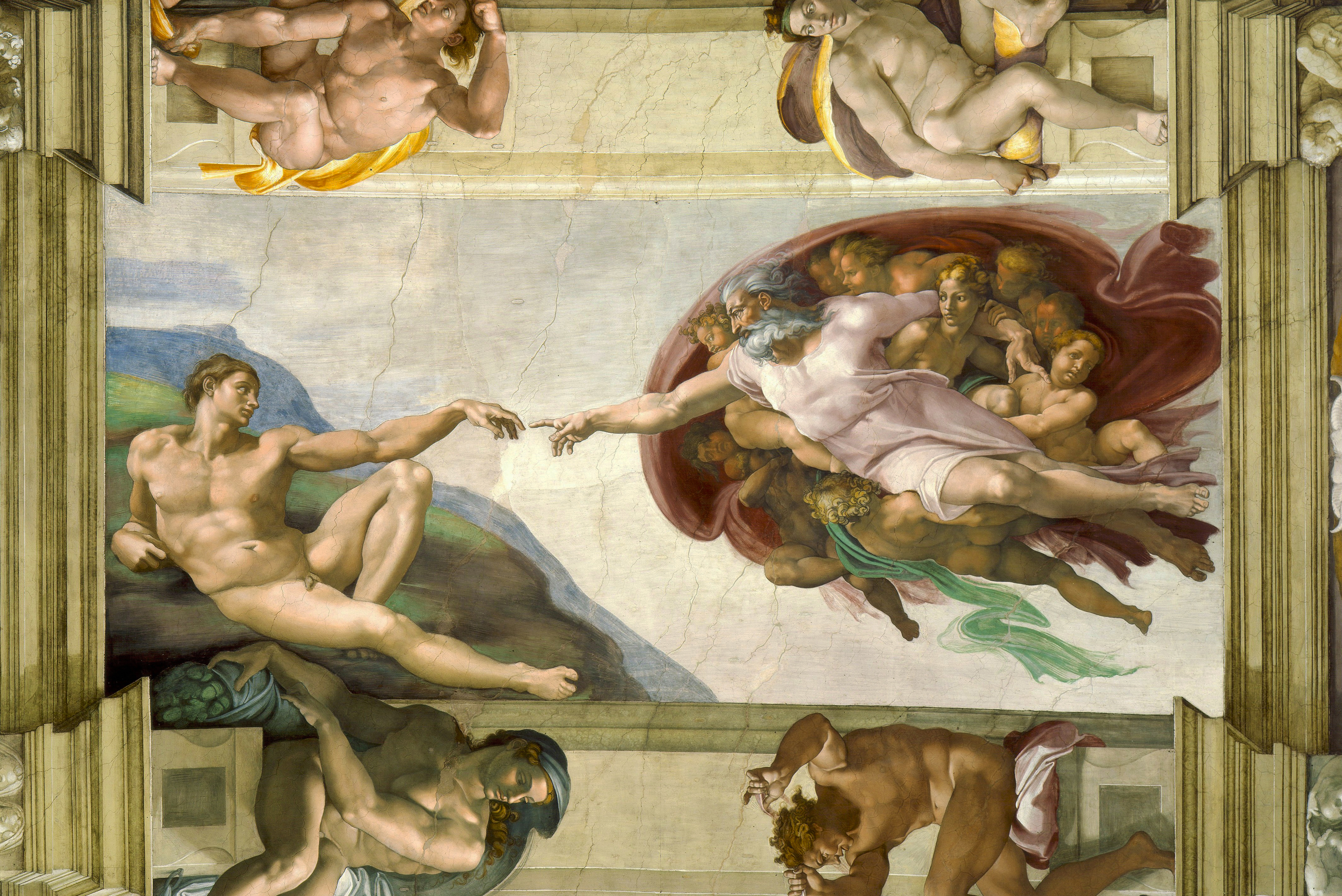
La creación de Adán, por Miguel Ángel. Detalle de uno de los frescos de la Capilla Sixtina en el Palacio Apostólico de la Ciudad del Vaticano.

La pintura es el arte de la representación gráfica utilizando pigmentos mezclados con otras sustancias aglutinantes, orgánicas o sintéticas. En este arte se emplean técnicas de pintura, conocimientos de teoría del color y de composición pictórica, y el dibujo. La práctica del arte de pintar, consiste en aplicar, en una superficie determinada —una hoja de papel, un lienzo, un muro, una madera, fragmento de tejido, etc.— una técnica determinada, para obtener una composición de formas, colores, texturas, dibujos, etc. dando lugar a una obra de arte según algunos principios estéticos. Lo relativo a la pintura se conoce como «pictórico».
El arquitecto y teórico del clasicismo André Félibien, en el siglo XVII, en un prólogo de las Conferencias de la Academia francesa hizo una jerarquía de géneros de la pintura clásica: «la historia, el retrato, el paisaje, los mares, las flores y los frutos».
La pintura es una de las expresiones artísticas más antiguas y una de las siete Bellas Artes. En estética o teoría del arte, la pintura está considerada como una categoría universal que comprende todas las creaciones artísticas hechas sobre superficies. Una categoría aplicable a cualquier técnica o tipo de soporte físico o material, incluidos los soportes o las técnicas efímeras así como los soportes o las técnicas digitales.
Una parte de la historia de la pintura en el arte oriental y occidental está dominada por el arte religioso. Los ejemplos de este tipo de pintura van desde obras de arte que representan figuras mitológicas en cerámica, a escenas bíblicas del techo de la Capilla Sixtina, a escenas de la vida de Buda u otras imágenes de origen religioso oriental.

## Definición

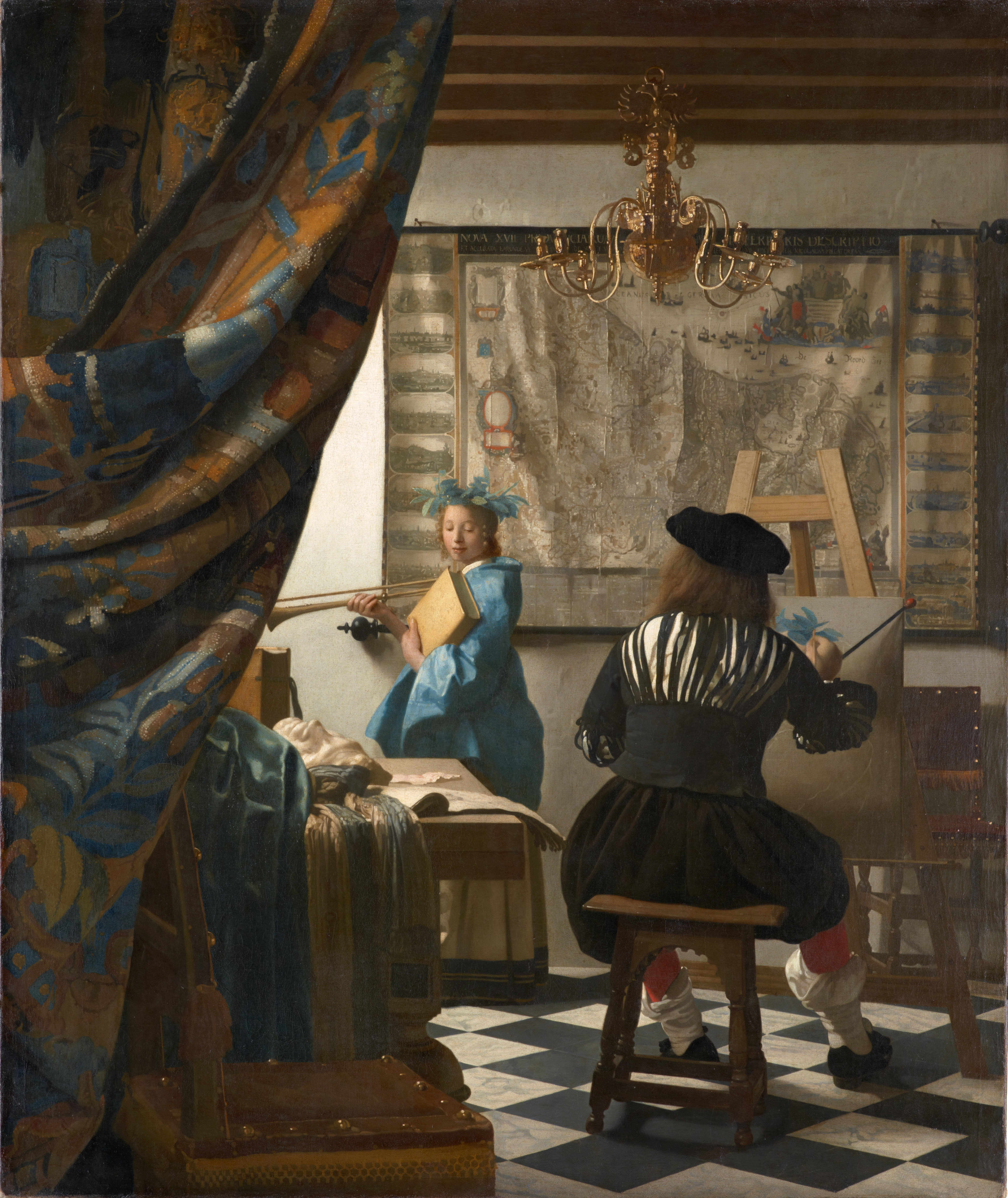
El arte de la pintura por Johannes Vermeer (1665) Kunsthistorisches Museum de Viena.

Una pintura es el soporte pintado sobre un muro, un lienzo, o una lámina. La palabra pintura se aplica también al color preparado para pintar, asociado o no a una técnica de pintura; en este sentido es empleado en la clasificación de la pintura atendiendo a las técnicas de pintar, por ejemplo: «pintura al fresco» o «pintura al óleo».
La clasificación de la pintura puede atender a criterios temáticos (como la «pintura histórica» o la «pintura de género») o a criterios históricos basados en los periodos de la Historia del Arte (como la «pintura prehistórica», la «pintura gótica») y en general de cualquier período de la historia de la pintura.

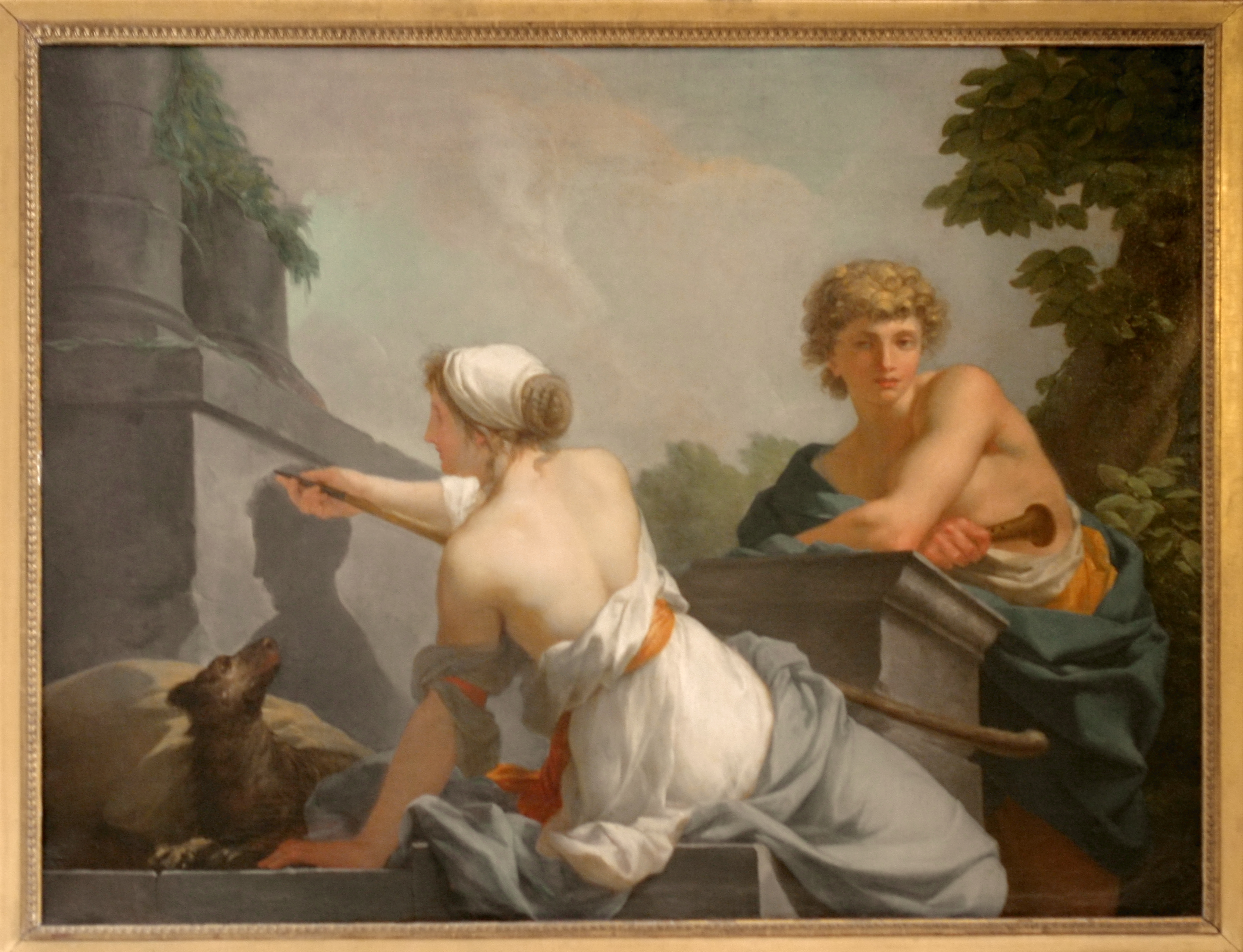
El origen de la Pintura (1786), de Jean-Baptiste Regnault. Según una leyenda de Plinio el Viejo, la pintura la inventó una muchacha griega que trazó la silueta de su novio antes de partir a la guerra para perpetuar su recuerdo (Naturalis Historia, XXXV, 15).

Las pinturas son obras de arte, atendiendo a su sentido estético Ernst Gombrich dice que:

No hay nada de malo en que nos deleitemos con la pintura de un paisaje porque nos recuerda nuestra casa o en un retrato porque nos recuerda un amigo, ya que como hombres que somos, cuando miramos una obra de arte estamos sometidos al recuerdo de una multitud de cosas que para bien o para mal influyen sobre nuestros gustos.
 Gombrich, Historia del arte (2002)

Y parafraseando a Arnold Hauser:

Las interpretamos (las pinturas) de acuerdo con nuestras propias finalidades y aspiraciones, les trasladamos un sentido, cuyo origen está en nuestras formas de vida y hábitos mentales.

Ernst Bloch en El espíritu de la utopía (1918), defiende el arte no figurativo, relacionándolo con una concepción utópica del hombre, como un destino no revelado pero presente de forma inconsciente en lo más profundo del ser humano.

Si la tarea de la pintura fuera ponernos ante los ojos del aire y la preciosa vastedad del espacio y de todo lo demás, más valdría ir a disfrutar directa y gratuitamente de todo aquello.
 Ernst Bloch, El espíritu de la utopía (1918)

Erwin Panofsky y otros historiadores del arte, analizan el contenido de las pinturas mediante la iconografía (forma) y la iconología (su contenido), primero se trata de comprender lo que representa, luego su significado para el espectador y, a continuación, analizan su significado cultural, religioso y social más ampliamente.

## Historia de la pintura

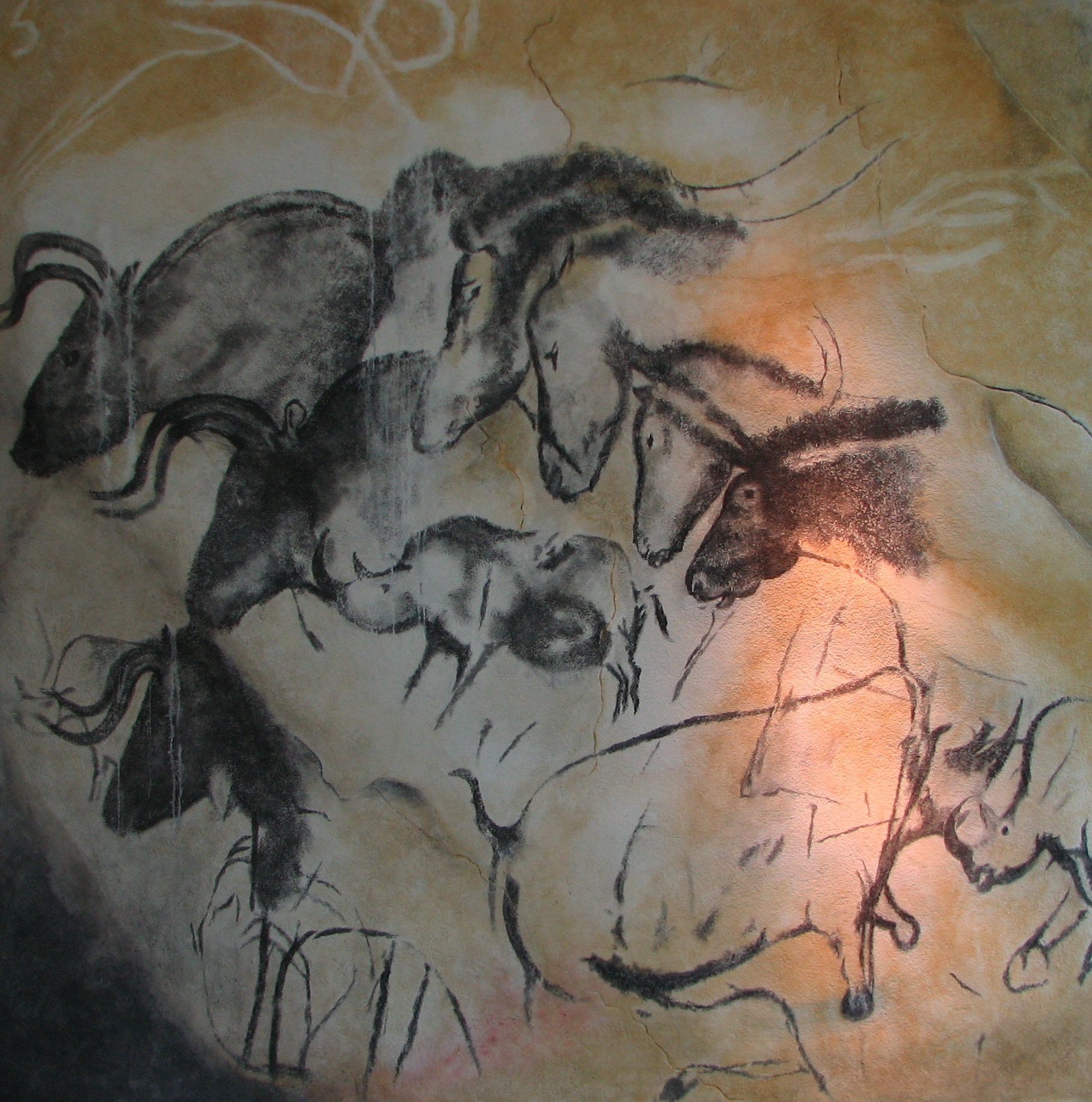
Réplica de unas pinturas de la cueva de Chauvet del período Auriñaciense.

La historia de la pintura comprende desde la prehistoria hasta la Edad Contemporánea, e incluye todas las representaciones realizadas con las diferentes técnicas y cambios, que coincide con la historia del arte en su contexto histórico y cultural.
El llamado arte parietal de pintura mural en cuevas, se concentra fundamentalmente en algunas regiones pirenaicas pertenecientes a Francia y España y en la costa mediterránea en el arte levantino, y en otras muestras inferiores que se encuentran en Portugal, Norte de África, Italia y Europa oriental. Las pinturas rupestres más antiguas conocidas se encuentran en la Cueva de Chauvet, en Francia, fechadas por algunos historiadores en unos 32 000 años, de los períodos entre el Auriñaciense y el Gravetiense. Fueron realizadas con ocre de arcilla, rojo de óxido de hierro y negro de dióxido de manganeso. También destacan las cuevas de Lascaux y Altamira. Se encuentran dibujados rinocerontes, leones, búfalos, mamuts, caballos o seres humanos a menudo en actitud de caza.
Las imágenes que se observan en papiros o las paredes de las tumbas egipcias, desde hace unos 5.000 años, son escenas de la vida cotidiana y mitológicas, simbolizadas con los rasgos característicos de perfil y utilizando el tamaño de las figuras como rango social. En la Antigua Roma era normal decorar los muros de las casas y palacios principales y entre las mejor conservadas se encuentran las de Pompeya y Herculano. En la época paleocristiana se decoraron las catacumbas con escenas del Nuevo Testamento y con la representación de Jesús como el «Buen Pastor». Eran figuras estáticas con grandes ojos que parecían mirar al espectador. Este estilo continuó en la escuela bizantina de Constantinopla. La pintura románica se desarrolla entre los siglos XII y XIII, siendo las zonas más interesantes las del Sur de Francia y las de Cataluña, la mayoría de las veces eran temas religiosos realizados para los ábsides y muros de las iglesias con representaciones del Pantocrátor, la Virgen María y la vida de santos. En pintura gótica además de los temas religiosos se representan temas laicos principalmente en Francia e Italia, donde destacó la figura del pintor Giotto.

La Gioconda pintura del renacimiento por Leonardo da Vinci.

En el renacimiento tuvo la pintura una gran influencia clásica, se desarrolló la perspectiva lineal y el conocimiento de la anatomía humana para su aplicación en la pintura, también en esta época apareció la técnica del óleo. Fue una época de grandes pintores entre los que destacaron Leonardo da Vinci, Miguel Ángel, Rafael Sanzio y Tiziano. En la obra de La Gioconda descuellan las nuevas técnicas empleadas por Leonardo, el sfumato y el claroscuro. Miguel Ángel realizó una de las más grandes obras pictóricas: los frescos de la Capilla Sixtina. Los artistas que más emplearon temas simbólicos fueron los del Norte de Europa encabezados por los hermanos Jan van Eyck y Hubert van Eyck. En Alemania sobresalió el pintor y humanista Durero.

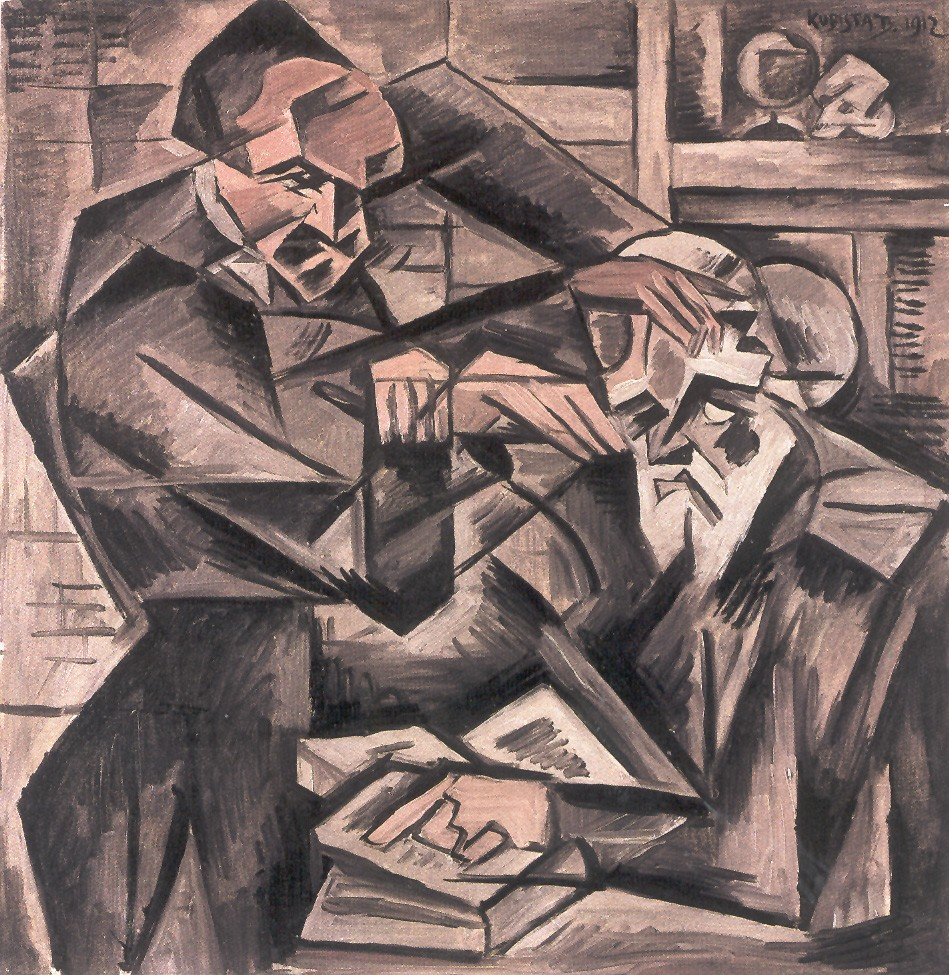
Hipnotizador (1912), de Bohumil Kubišta (Ostrava). Pintura del expresionismo con mezcla del cubismo.

La Iglesia de la Contrarreforma busca el arte religioso auténtico con el que quiere contrarrestar la amenaza del protestantismo, y para esta empresa las convenciones artificiales de los manieristas, que habían dominado el arte durante casi un siglo, ya no parecían adecuadas. Las dos características más importantes del manierismo eran el rechazo de las normas y la libertad en la composición, en los colores y en las formas, la novedad de los caravaggistas era un naturalismo radical que combinaba la observación física detallada con una aproximación, incluso teatral y dramática mediante el claroscuro, el uso de luz y sombra. Caravaggio y Annibale Carracci son dos pintores coetáneos, considerados decisivos en la conformación pictórica del barroco. La pintura barroca se caracteriza por el dinamismo de sus composiciones; se distinguieron entre otros Velázquez, Rubens y Rembrandt. En la primera mitad del siglo XVIII se impuso el rococó, más alegre y festivo que el barroco. Tuvo especial importancia en Francia y Alemania.
El romanticismo de principios del siglo XIX expresaba estados de ánimos y sentimientos intensos. En Francia el pintor más importante fue Delacroix; en el Reino Unido, Constable y Turner; en los Estados Unidos, Thomas Cole; y en España, Francisco de Goya. Con la invención de la fotografía a mediados del siglo XIX, la pintura empezó a perder su objetivo histórico de proporcionar una imagen realista; el impresionismo, con Manet como precursor, es un estilo de pinceladas sueltas y yuxtaposición de colores que busca reconstruir un instante percibido, una impresión, sin interesarse por los detalles concretos.
El inicio del siglo XX se caracteriza por la diversidad de corrientes pictóricas: el Fovismo, que rechaza los colores tradicionales y se acerca a colores violentos; el Expresionismo, que mostraba más los sentimientos que la reproducción fiel de la realidad; el Cubismo con Georges Braque y Picasso, con la descomposición de las imágenes tridimensionales a puntos de vista bidimensionales; y la pintura abstracta, heredera del cubismo. El expresionismo abstracto se desarrolló en Nueva York entre los años 1940-1950, el Pop art llegó un poco después, con un conocido exponente en Andy Warhol. El minimalismo se caracteriza por la búsqueda de la máxima expresión con los mínimos recursos estéticos. El siglo XXI demuestra una idea de pluralismo y las obras se siguen realizando en una amplia variedad de estilos y gran estética.

## Géneros pictóricos

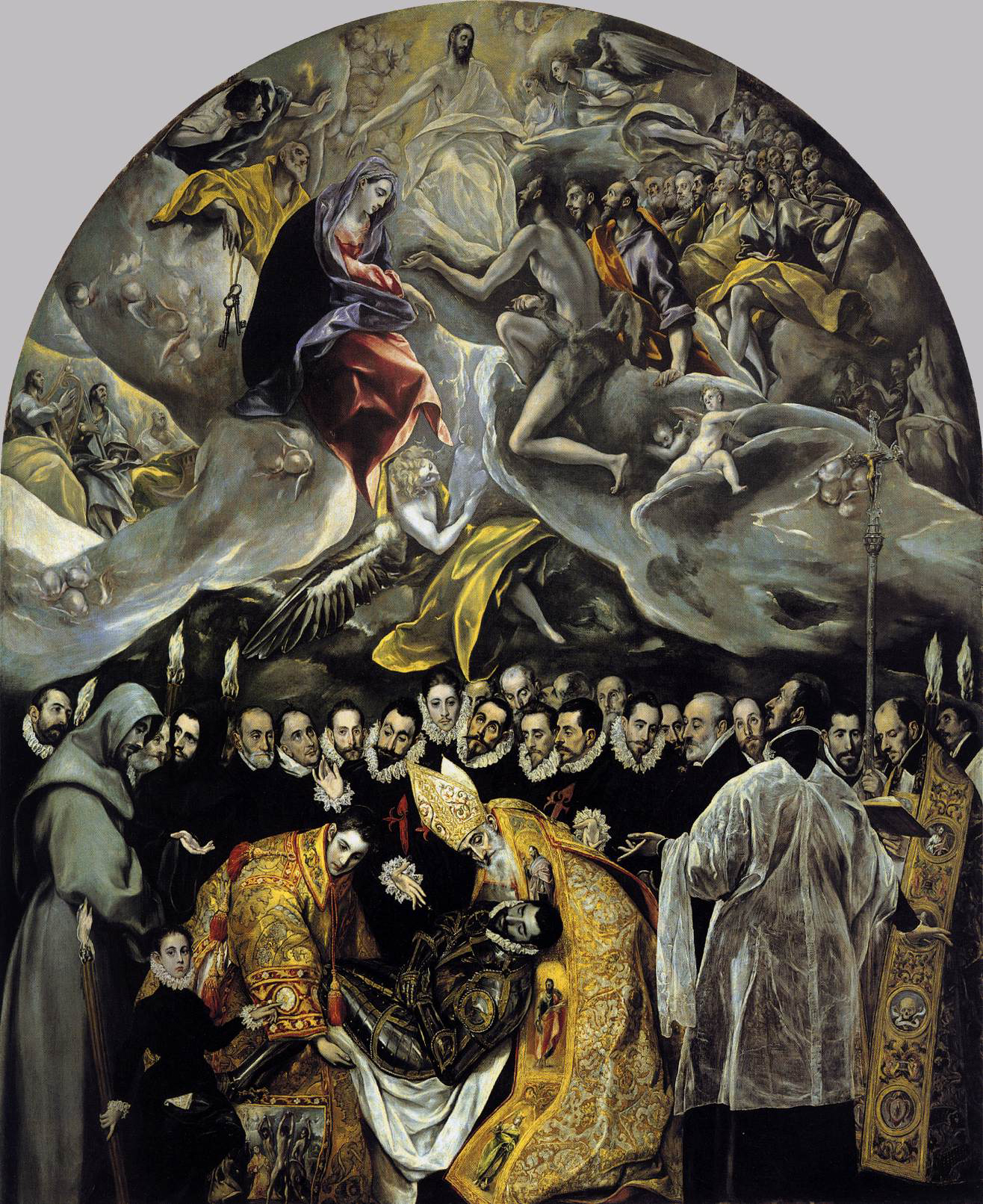
Entierro del Conde de Orgaz (1586-1588), de El Greco. Se puede considerar dentro del género de pintura histórica: describe una leyenda local según la que el conde fue enterrado por san Esteban y san Agustín. En la parte inferior, se describe un enterramiento con la pompa del ; en la parte superior, está representada la Gloria y la llegada del alma del conde.

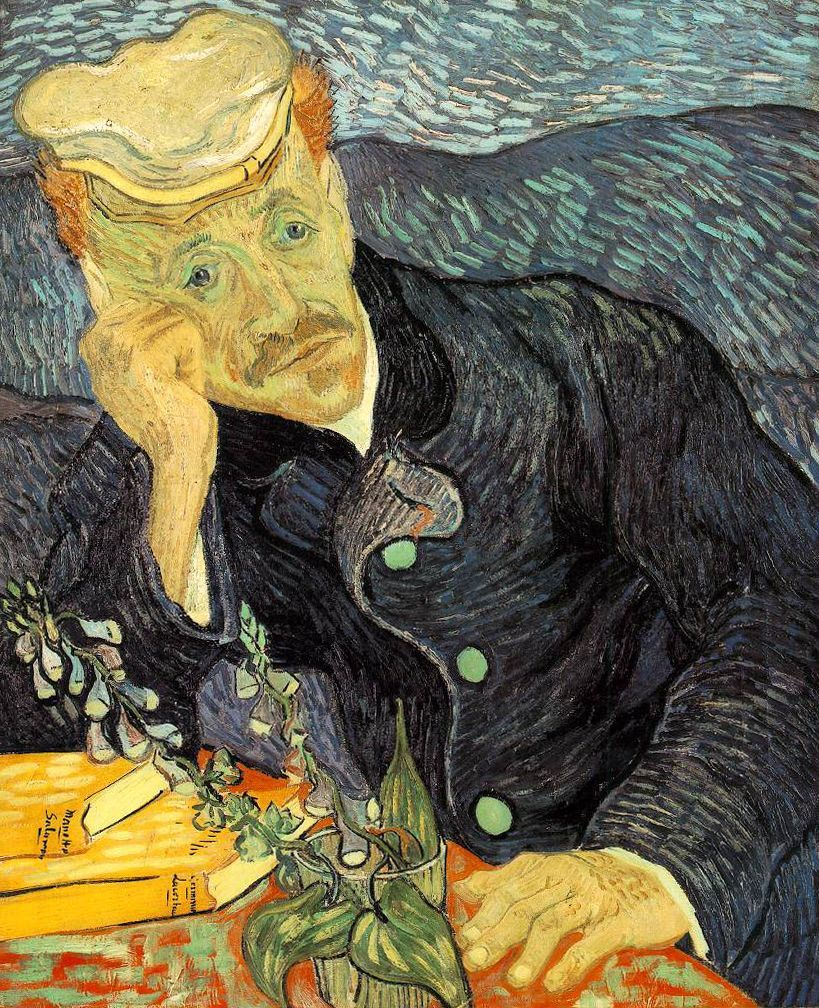
Retrato de El doctor Paul Gachet (1890) por Van Gogh.

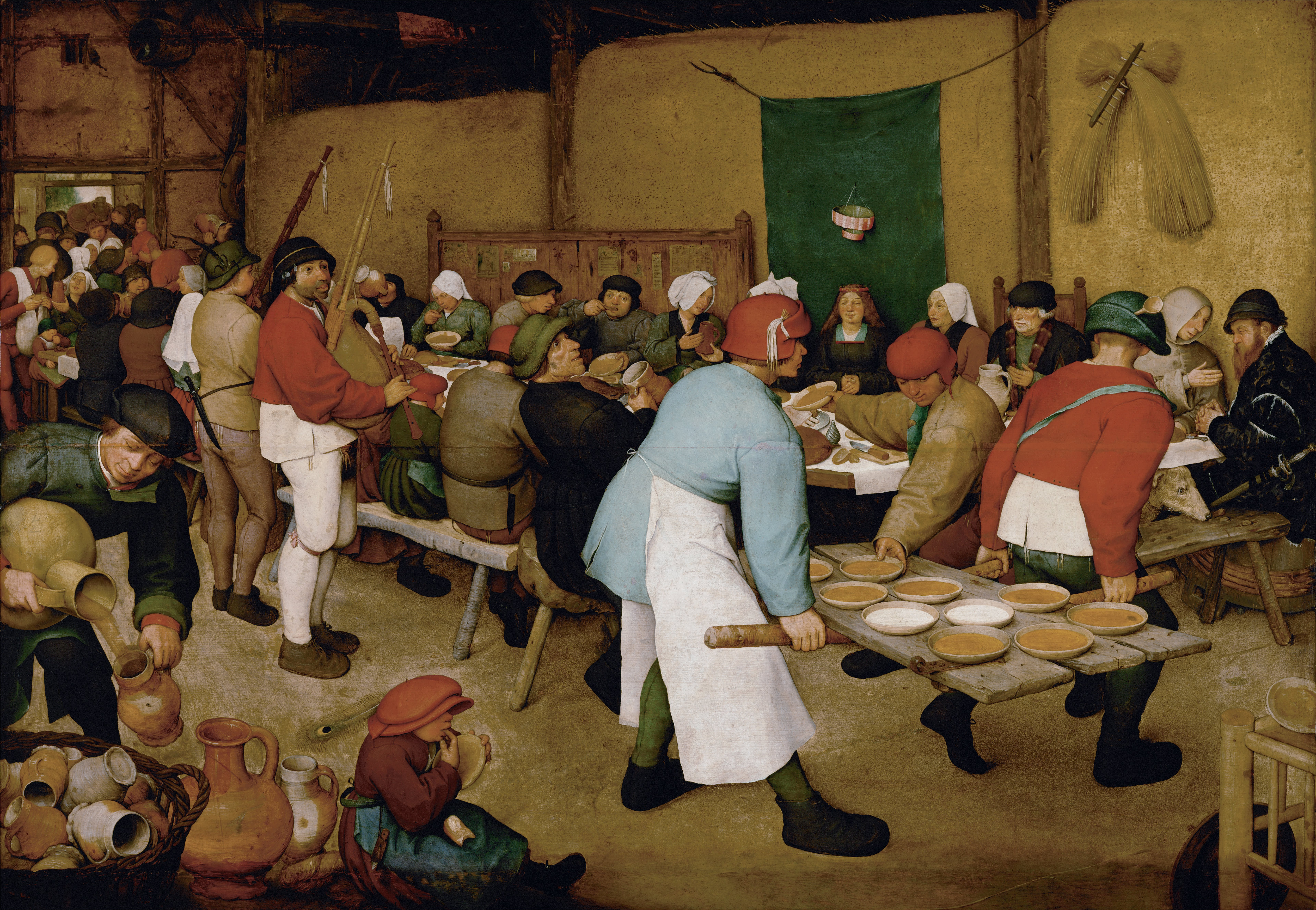
Pintura de género: Boda campesina (1568) por Pieter Brueghel el Viejo.

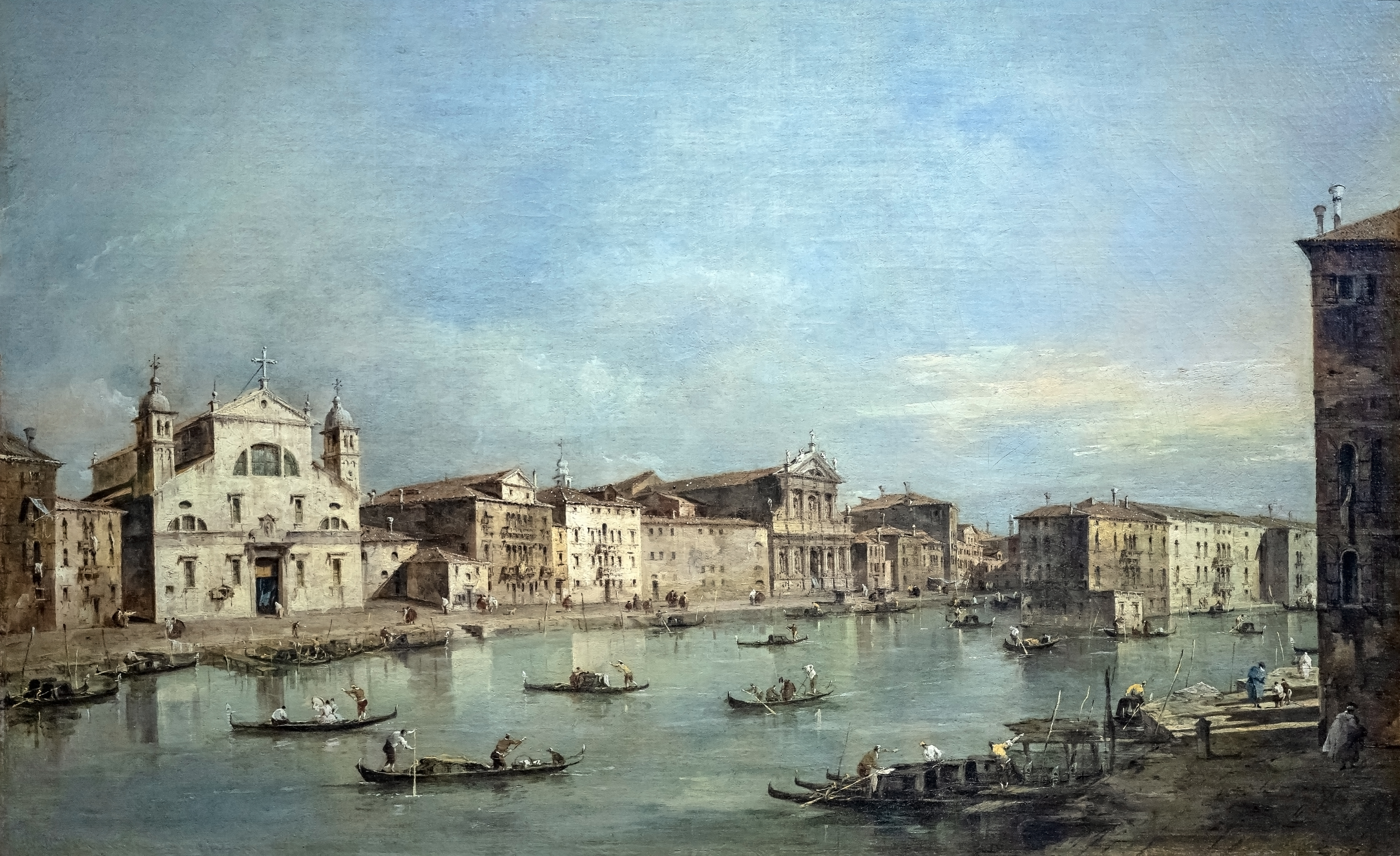
Paisaje tipo vedutismo de la Iglesia de Santa Lucía desde el Gran Canal por Francesco Guardi.

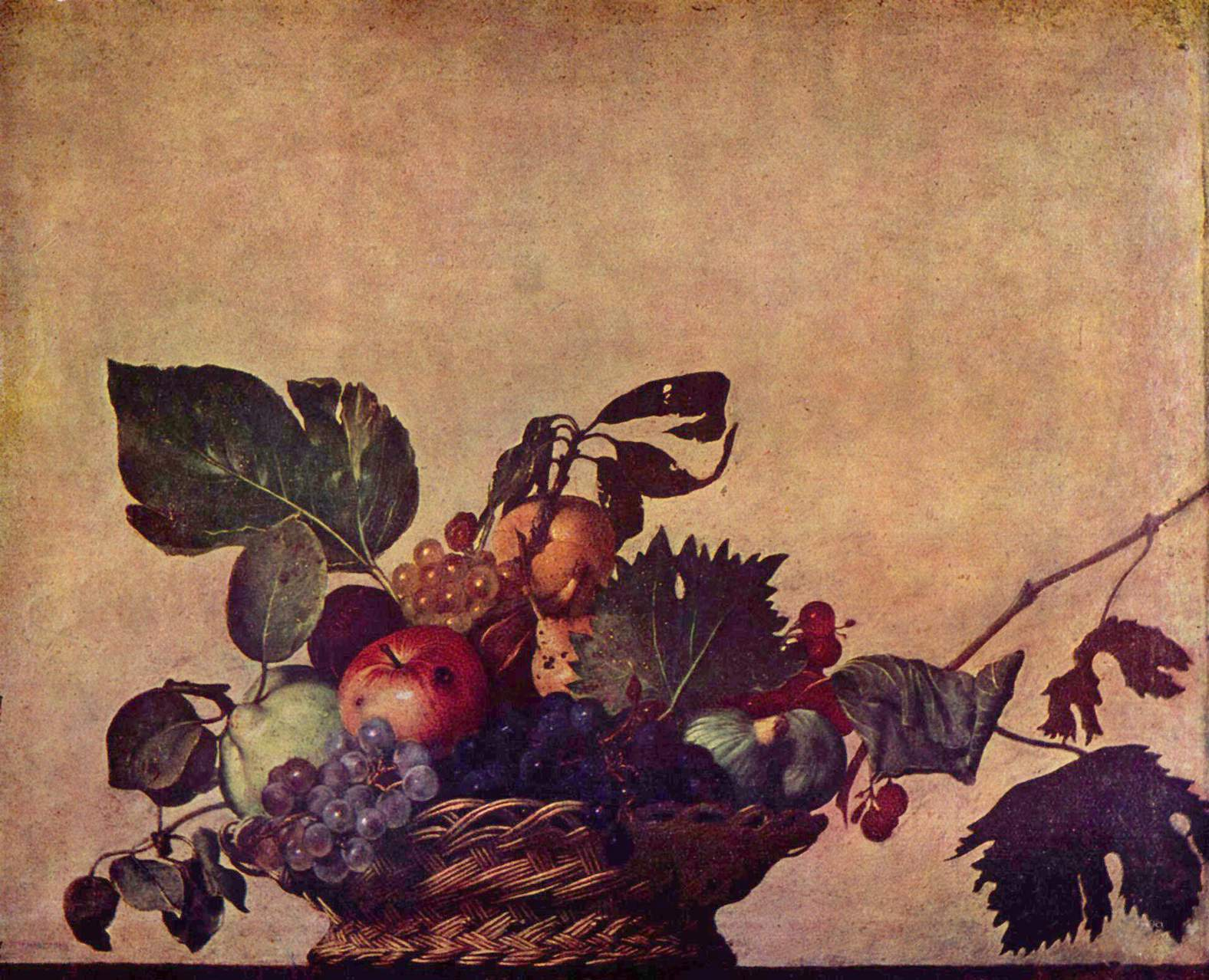
Canasta de fruta (c. 1599) naturaleza muerta por Caravaggio.

Los géneros artísticos, además de clasificar las obras por temas, han sido la presentación artística a través de la historia de la pintura, que ha afectado también la técnica, las dimensiones, al estilo y a la expresión de las obras de arte. Los autores como Platón (427-347 a. C.), Aristóteles (384-322 a. C.) y Horacio (65-8 a. C.) afirmaron que el arte es siempre una mímesis y que su mérito está en el valor didáctico de lo que representa y su buena representación, sin establecer diferencias entre el retrato imaginado o real. Vitruvio en la segunda parte del siglo I, describió la decoración de comedores donde se veían imágenes con comida y de otras salas con paisajes o escenas mitológicas.
En el renacimiento, Leon Battista Alberti quiso elevar el grado de «artesano de la pintura» al de «artista liberal» afirmando: «El trabajo más importante del pintor es la historia», con la palabra historia se refería a la pintura narrativa, con escenas religiosas o épicas «... la que retrata los grandes hechos de los grandes hombres dignos de recordarse difiere de la que describe las costumbres de los ciudadanos particulares, de la que pinta la vida de los campesinos. La primera tiene carácter majestuoso, debe reservarse para edificios públicos y residencias de los grandes, mientras que la otra será adecuada para jardines...»
La aparición de la pintura al óleo en el siglo XVI y el coleccionismo, hizo que, aunque no se perdiera la monumentalidad para murales narrativos, surgieran las pinturas más comerciales y en otros formatos más manejables, así comenzaron a clasificarse los géneros pictóricos y su especialización por parte de los artistas. En la Italia central se continuó haciendo pintura histórica, los pintores de la parte norte de la península itálica realizaban retratos y los de los Países Bajos realizaron la pintura de género a pequeña escala presentando la vida campesina, el paisaje y la naturaleza muerta. En 1667, André Félibien historiógrafo, arquitecto y teórico del clasicismo francés, en un prólogo de las Conferencias de la Academia hace una jerarquía de géneros de la pintura clásica: «la historia, el retrato, el paisaje, los mares, las flores y los frutos».

### Pintura histórica
La pintura histórica era considerada grande genre e incluía las pinturas con temas religiosos, mitológicos, históricos, literarios o alegóricos, era prácticamente una interpretación de la vida y mostraba un mensaje intelectual o moral. Sir Joshua Reynolds, en sus Discursos sobre arte expuestos en la Royal Academy of Arts entre 1769 y 1790 comentaba: «El gran fin del arte es despertar la imaginación ... De acuerdo en correspondencia con la costumbre, yo llamo esta parte del arte Pintura Histórica, pero debería decirse Poética.(...) Debe algunas veces desviarse de lo vulgar y de la estricta verdad histórica a la búsqueda de grandeza para su obra». Aunque Nicolás Poussin fue el primer pintor que realizó este género en formato más reducido, esta innovación tuvo poco éxito, Diego Velázquez en 1656 realizó Las Meninas con un tamaño que demuestra simbólicamente que este retrato de la familia real entra dentro del género de la pintura histórica, mucho más tarde Pablo Picasso en su obra Guernica de 1937, también emplea una gran dimensión para esta pintura histórica.

### Retrato
Dentro de la jerarquía de géneros, el retrato tiene una ubicación ambigua e intermedia, por un lado, representa a una persona hecha a semejanza de Dios, pero por otro lado, al fin y al cabo, se trata de glorificar la vanidad de una persona. Históricamente, se ha representado los ricos y poderosos. Pero con el tiempo, se difundió, entre la clase media, el encargo de retratos de sus familias. Aún hoy, persiste la pintura de retrato como encargo de gobiernos, corporaciones, asociaciones o particulares. Cuando el artista se retrata a sí mismo se trata de un autorretrato. Rembrandt exploró en este sentido con sus más de sesenta autorretratos. El artista en general intenta un retrato representativo, como afirmó Edward Burne-Jones: «La única expresión que se puede permitir en la gran retratística es la expresión del carácter y la calidad moral, nada temporal, efímero o accidental». En la técnica del óleo fue Jan van Eyck uno de los primeros que lo impuso en los retratos, su Matrimonio Arnolfini fue un ejemplo de retrato de pareja en cuerpo completo. Durante el renacimiento, representaron el estatus y éxito personal del retratado, sobresalieron Leonardo da Vinci, Rafael Sanzio y Durero. En España descollaron Zurbarán, Velázquez y Francisco de Goya. Los impresionistas franceses también practicaron este género, Degas, Monet, Renoir, Vincent van Gogh, Cézanne etc. En el siglo XX, Matisse, Gustav Klimt, Picasso, Modigliani, Max Beckmann, Umberto Boccioni, Lucian Freud, Francis Bacon o Andy Warhol.

### Pintura de género
La pintura de género o «escena de género» es el retrato de los hábitos privados de las personas en escenas cotidianas y contemporáneas del pintor, también se suele llamar «pintura costumbrista». Los primeros cuadros más populares se dieron en los Países Bajos durante el siglo XVI y entre los artistas más destacados se encuentran Pieter Brueghel el Viejo y Vermeer. No se sabe con seguridad si se trata de simple representación de la realidad con un propósito de mera distracción, a veces cómico, o bien se buscaba una finalidad moralizante a través de los ejemplos cercanos al espectador. No hay duda de que, en el cuadro de género del siglo XVIII, sí estaba presente la intención satírica o moralizante en obras como las de William Hogarth o Jean-Baptiste Greuze. En España, Diego Velázquez lo cultivó con su Vieja friendo huevos o El aguador de Sevilla, Francisco de Goya reflejó, en varias obras de cartones para tapices, las fiestas populares, Bartolomé Esteban Murillo hizo escenas de género de mendigos y jóvenes picarescos. En Francia, Jean-Honoré Fragonard y Antoine Watteau hicieron un tipo de pinturas idealizadas de la vida diaria.

### Paisaje
En China y Japón son los países donde, desde el siglo V, se encuentran pinturas con el tema del paisaje. En Europa, aunque aparecen elementos de paisaje como fondo de escenas narrativas, o tratados de botánica y farmacia, se inicia verdaderamente en el siglo XVI, cuando con la aparición del coleccionismo se empezó a pedir temas de cuadros campestres y a designar como especialistas a los pintores del norte de Europa. Así de una manera específica se impuso el tema del «paisaje holandés», que se caracteriza por su horizonte bajo y los cielos cargados de nubes y con motivos típicos holandeses como los molinos de viento, ganados y barcas de pesca. Los paisajes venecianos de Giorgione y sus discípulos son con una apariencia lírica y un bello tratamiento cromático, este tipo de pintura se desarrolló sobre todo a lo largo de todo el siglo XVIII, en un estilo llamado vedutismo, que son vistas generalmente urbanas, en perspectiva, llegando a veces a un estilo cartográfico, donde se reproducen imágenes panorámicas de la ciudad, describiendo con minuciosidad los canales, monumentos y lugares más típicos de Venecia, solos o con la presencia de la figura humana, generalmente de pequeño tamaño y en grandes grupos de gente. Sus mayores exponentes fueron Canaletto, Bernardo Bellotto, Luca Carlevarijs y Francesco Guardi. En la escuela de Barbizon fueron los primeros en pintar al aire libre y hacer un estudio sobre el paisaje a base de la luz y sus variantes que influyeron especialmente en la pintura impresionista.

### Naturaleza muerta
Es el género más representativo de la imitación de la naturaleza de objetos inanimados, en general de la vida cotidiana, como frutas, flores, comida, utensilios de cocina, de mesa, libros, joyas etc. y se puede decir, que es el menos literario de todos los temas. Su origen está en la antigüedad donde se utilizaba para la decoración de grandes salones, como los frescos romanos en Pompeya. Plinio el Viejo relata que los artistas griegos de siglos antes, eran muy diestros en el retrato y la naturaleza muerta. Fue muy popular en el arte occidental desde el siglo XVI, un ejemplo es La carnicería de Joachim Beuckelaer. En el mismo siglo Annibale Carracci y Caravaggio representaron magníficas naturalezas muertas. Durante el siglo XVII evolucionó en los Países Bajos un tipo de bodegón, llamado «vanitas», donde se exponían instrumentos musicales, vidrio, plata y vajilla, así como joyas y símbolos como libros, cráneos o relojes de arena, que servían de mensaje moralizante de lo efímero de los placeres de los sentidos. La Academia francesa lo catalogó en el último lugar de la jerarquía pictórica. Con la llegada del impresionismo y junto con la técnica del color, la naturaleza muerta volvió a ser un tema normal entre los pintores, las pinturas de los Girasoles de Van Gogh son de los más conocidos. Los artistas durante el cubismo pintaron también composiciones de bodegones, entre ellos Pablo Picasso, Georges Braque, Maria Blanchard y Juan Gris.

### Desnudo

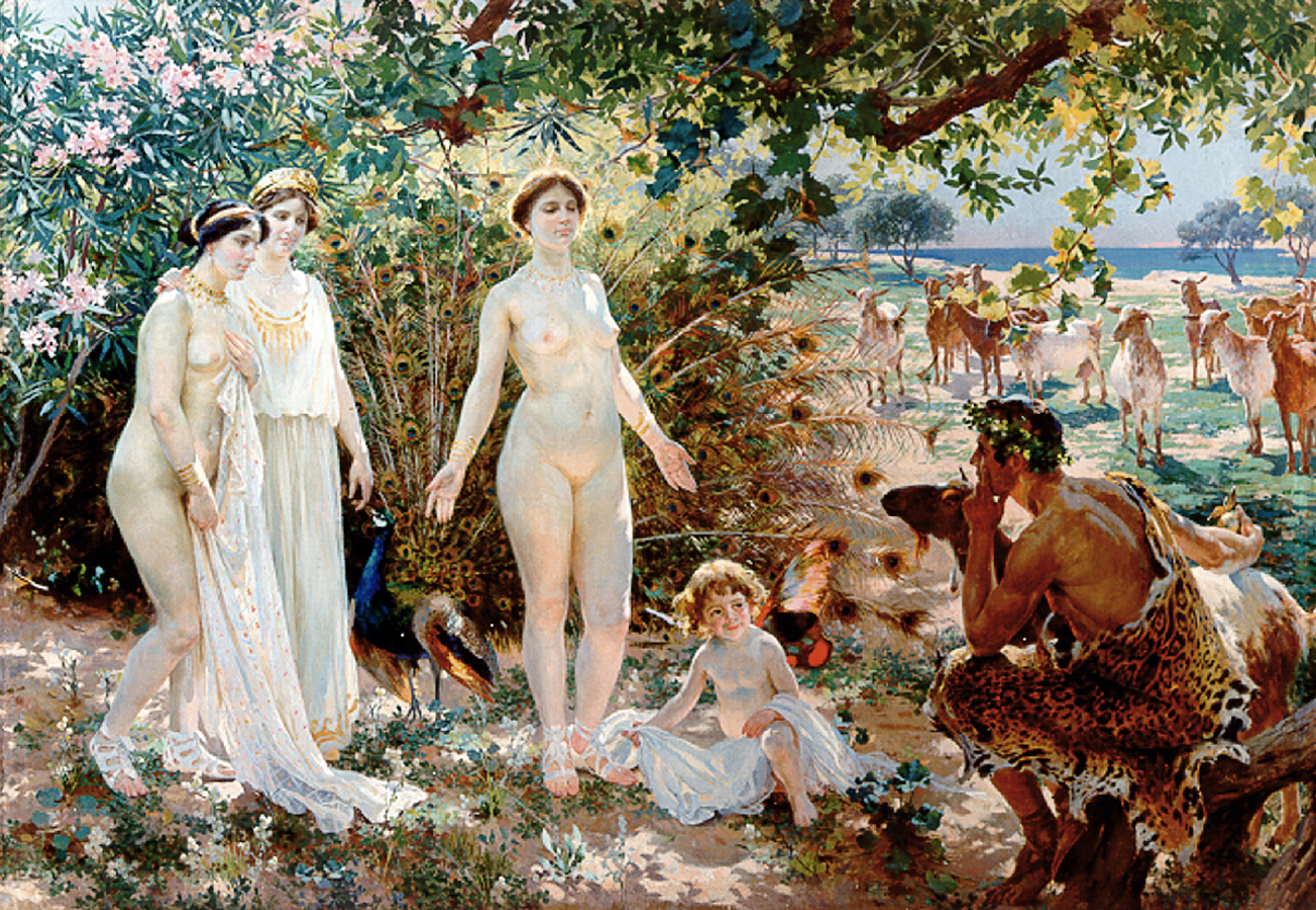
El Juicio de Paris (1904) de Enrique Simonet.

El desnudo es un género artístico que consiste en la representación del cuerpo humano desnudo. Es considerado una de las clasificaciones académicas de las obras de arte. Aunque se suele asociar al erotismo, el desnudo puede tener diversas interpretaciones y significados, desde la mitología hasta la religión, pasando por el estudio anatómico, o bien como representación de la belleza e ideal estético de perfección, como en la Antigua Grecia. El estudio y representación artística del cuerpo humano ha sido una constante en toda la historia del arte, desde la prehistoria (Venus de Willendorf) hasta nuestros días. Una de las culturas donde más proliferó la representación artística del desnudo fue la Antigua Grecia, donde era concebido como un ideal de perfección y belleza absoluta, concepto que ha perdurado en el arte clasicista llegando hasta nuestros días, y condicionando en buena medida la percepción de la sociedad occidental hacia el desnudo y el arte en general. En la Edad Media su representación se circunscribió a temas religiosos, siempre basados en pasajes bíblicos que así lo justificasen. En el Renacimiento, la nueva cultura humanista, de signo más antropocéntrico, propició el retorno del desnudo al arte, generalmente basado en temas mitológicos o históricos, perdurando igualmente los religiosos. Fue en el siglo XIX, especialmente con el impresionismo, cuando el desnudo empezó a perder su carácter iconográfico y a ser representado simplemente por sus cualidades estéticas, el desnudo como imagen sensual y plenamente autorreferencial.

## Técnicas
Las técnicas de pintura se dividen de acuerdo a cómo se diluyen y fijan los pigmentos en el soporte a pintar. En general, y en las técnicas a continuación expuestas, si los pigmentos no son solubles al aglutinante permanecen dispersos en él.

### Óleo
El vehículo empleado para fijar el pigmento son tipos de aceites y el disolvente es la trementina. La pintura al óleo se hace básicamente con pigmento pulverizado seco, mezclado en la viscosidad adecuada con algún aceite vegetal. Estos aceites se secan más lentamente que otros, no por evaporación, sino por oxidación. Se forman capas de pigmento que se incrustan en la base y que, si se controlan cuidadosamente los tiempos de secado, se fijarán correctamente en las siguientes capas de pigmento. Este proceso de oxidación confiere riqueza y profundidad a los colores del pigmento seco, y el artista puede variar las proporciones de aceite y disolventes, como la trementina, para que la superficie pintada muestre toda una gama de calidades, opaca o transparente, mate o brillante. Por esta y por otras razones, el aceite puede considerarse como el medio más flexible. Usado de una manera conveniente, la pintura al óleo cambia muy poco de color durante el secado aunque, a largo plazo, tiende a amarillear ligeramente. Su capacidad de soportar capas sucesivas, permite al artista desarrollar un concepto pictórico por etapas —Degas llamaba este proceso bien amenée (bien llevado)— y la lentitud de secado le permite retirar pintura y repasar zonas enteras. Las fotografías con rayos X demuestran que incluso los grandes maestros introducían a menudo cambios durante el proceso de realización de un cuadro.

### Cera
El vehículo son ceras que normalmente se usan calientes. La encáustica, que deriva del griego enkaustikos ('grabar a fuego'), es una técnica de pintura que se caracteriza por el uso de la cera como aglutinante de los pigmentos. La mezcla tiene efectos muy cubrientes y es densa y cremosa. La pintura se aplica con un pincel o con una espátula caliente. La terminación es un pulido que se hace con trapos de lino sobre una capa de cera caliente previamente extendida (que en este caso ya no actúa como aglutinante sino como protección). Esta operación se llama «encaustización» y está perfectamente descrita por Vitruvio (c. 70-25 a. C.), que dice así: «Hay que extender una capa de cera caliente sobre la pintura y a continuación hay que pulir con unos trapos de lino bien secos».

### Acuarela
La acuarela es una pintura sobre papel o cartulina con colores diluidos en agua. Los colores utilizados son transparentes (según la cantidad de agua en la mezcla) y a veces dejan ver el fondo del papel (blanco), que actúa como otro verdadero tono. Se compone de pigmentos aglutinados con goma arábiga o miel. En sus procedimientos se emplea la pintura por capas transparentes, a fin de lograr mayor brillantez y soltura en la composición que se está realizando. Requiere del artista la seguridad en los trazos y espontaneidad en la ejecución, ya que su mayor mérito consiste en el frescor y la transparencia de los colores. Sin embargo, existe la acuarela hiper realista que va en contra de este postulado y que utiliza barnices para no remover las primeras capas y dar sucesivas veladuras con lo que se consigue un claroscuro muy detallado pero carente de la translucidez de la acuarela clásica.

### Témpera
La témpera o gouache es un medio similar a la acuarela, pero tiene una «carga» de talco industrial. Este añadido adicional al pigmento le aporta a la témpera el carácter opaco y no translúcido que lo diferencia de la acuarela, permitiéndole aplicar tonalidades claras sobre una oscura, procedimiento que en la acuarela «clásica» se considera incorrecto. Es a su vez un medio muy eficaz para complementar dibujos y hacer efectos de trazo seco o de empaste. Igual que la acuarela su aglutinante es la goma arábiga, aunque muchas témperas modernas contienen plástico. Con esta técnica François Boucher logró grandes obras maestras, los artistas del siglo XVIII emplearon la acuarela y el gouache juntos para dar distinción a una zona concreta de la pintura hecha con acuarela. Según el pintor Paul Signac: «... determinados rosas violáceos de los cielos de Turner, ciertos verdes de las acuarelas de Johan Jongkind no se habrían podido conseguir sin un poco de gouache».

### Acrílico

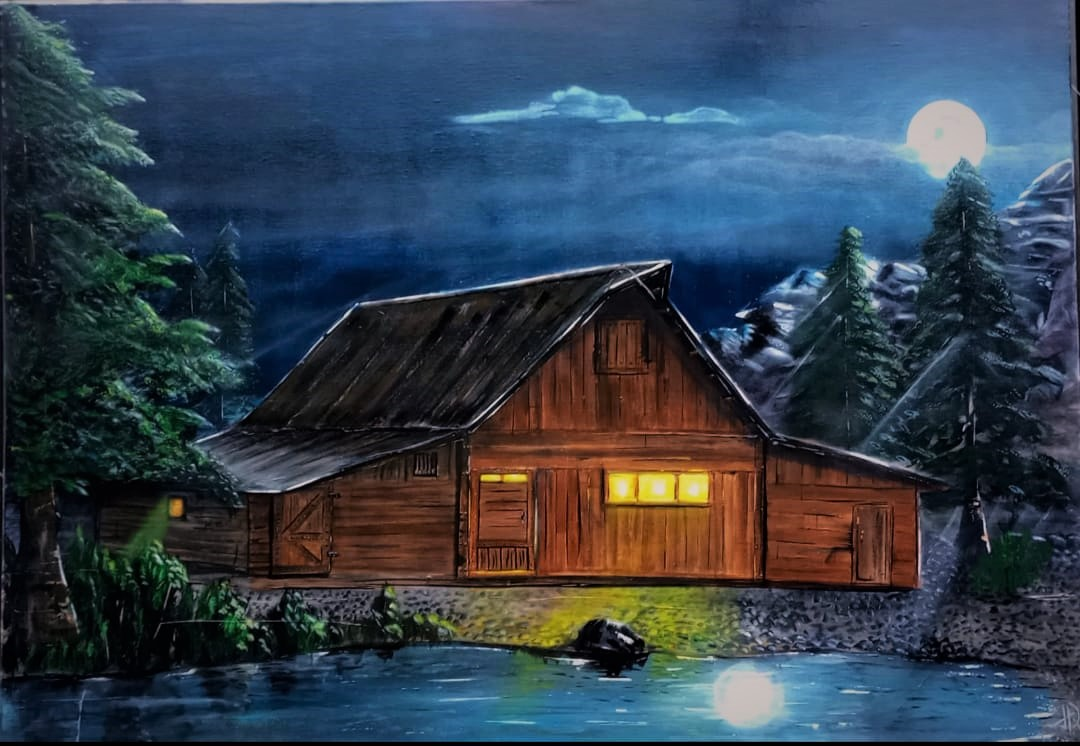
Acrílico sobre lienzo 70x90 cm del pintor Henry A. Quesada

La pintura acrílica es una clase de pintura de secado rápido, en la que los pigmentos están contenidos en una emulsión de un polímero acrílico (cola vinílica, generalmente). Aunque son solubles en agua, una vez secas son resistentes a la misma. Se destaca especialmente por la rapidez del secado. Asimismo, al secar se modifica ligeramente el tono, más que en el óleo. La pintura acrílica data de la primera mitad del siglo XX, y fue desarrollada paralelamente en Alemania y Estados Unidos. El pintor Jackson Pollock utilizó las pinturas acrílicas tal como salen de los tubos para conseguir texturas nuevas y espesas mientras que Morris Louis las diluía con gran cantidad de agua para pintar grandes telas que quedaban con un efecto de teñido más que de pintura. De la misma forma con los acrílicos se pueden dar varias capas de colores traslucidos para generar efectos. Si se trabaja bien, estos efectos pueden ser muy semejantes a los que se logran con la técnica al óleo.

### Pastel
La técnica de la pintura al pastel consiste en la utilización de unas barras de colores cuyos pigmentos en polvo están mezclados con la suficiente goma o resina para que queden aglutinados y formen una pasta seca y compacta. El vocablo «pastel» deriva de la pasta que así se forma; es pasta modela en la forma de una barrita del grueso aproximado de un dedo que se usa directamente (sin necesidad de pinceles ni espátulas, ni de disolvente alguno) sobre la superficie a trabajar, como soporte es común utilizar papel de buena calidad de buen gramaje de color neutro no blanco y de ligera rugosidad, aunque la técnica es lo suficientemente versátil para que se pueda usar sobre otras superficies como madera. Son colores fuertes y opacos, la mayor dificultad es la adhesión del pigmento a la superficie a pintar, por lo que se suele usar al finalizar el dibujo fijadores atomizados (spray) especiales. El pastel generalmente se usa como el «crayón» o el lápiz, su recurso expresivo más afín es la línea con la cual se puede formar tramas, también suele usarse el polvo, que tiende a soltar la barra del pastel, para aplicar el color. Muchos artistas han empleado esta técnica desde el siglo XVI, Leonardo da Vinci, fue uno de los primeros en utilizarlo en Italia en el dibujo de Isabel de Este. Otros artistas son Hans Holbein el Joven, Correggio, Fragonard o Degas.

### Temple
La pintura al temple tiene como aglutinante una emulsión de agua, clara y yema de huevo y aceite. Conviene primero hacer la mezcla del huevo con el aceite hasta lograr una mezcla homogénea, después gradualmente agregar el agua hasta crear la emulsión o médium de la técnica al temple. La proporción es de un huevo entero, más una parte igual de aceite, más una, dos o tres partes de agua, dependiendo de la fluidez que se quiera alcanzar. También se puede agregar un poco de barniz «dammar» que reemplaza la parte de aceite de linaza, con este procedimiento se logra mayor firmeza o agarre y un secado más rápido, sin embargo el acabado es más impermeable a las nuevas veladuras. En lugar del agua se puede emplear leche desnatada, látex de higuera o cera siempre con agua. Giorgio Vasari también empleó en su descripción la palabra «temple» para la composición de aceite con barniz. Grandes obras maestras como por ejemplo El nacimiento de Venus de Sandro Botticelli están realizadas con esta técnica. Según explica D.V. Thompson:

Una pintura al huevo bien hecha está entre las formas de pintura más duraderas que ha inventado el hombre. Bajo la suciedad y los barnices, muchas obras medievales al temple de huevo están tan frescas y brillantes como cuando se pintaron. Normalmente las pinturas al temple han cambiado menos en quinientos años que cuadros al óleo en treinta.
D.V. Thompson, The Materials and Tecniques of Medieval Painting (1956) Nova York.

### Tinta
La presentación de la tinta, también llamada tinta china, es generalmente líquida aunque también puede ser una barra muy sólida que se debe moler y diluir para su uso. Se usa sobre papel y los colores de tinta más utilizados son el negro y el sepia, aunque actualmente se usan muchos otros. La tinta se aplica de varias maneras, por ejemplo con pluma o plumín, que son más adecuados para dibujo o caligrafía y no para pinturas, las diferentes puntas de plumilla se utilizan cargadas de tinta para hacer líneas y con ellas dibujar o escribir. Otro recurso para aplicar la tinta es el pincel, que se utiliza básicamente como la acuarela y que se llama aguada, pero la técnica milenaria llamada caligrafía o escritura japonesa también está hecha con tinta y pincel sobre papel. Otras formas más utilitarias de usar la tinta es el tiralíneas (cargador de tinta) o rapidograph. La tinta junto con el grafito son más bien técnicas de dibujo.

### Fresco
A menudo el término fresco se usa incorrectamente para describir muchas formas de pintura mural. El verdadero fresco es a las técnicas pictóricas modernas lo que el latín es a los idiomas modernos. La técnica del fresco se basa en un cambio químico. Los pigmentos de tierra molidos y mezclados con agua pura, se aplican sobre una argamasa reciente de cal y arena, mientras la cal está aún en forma de hidróxido de calcio. Debido al dióxido de carbono de la atmósfera, la cal se transforma en carbonato de calcio, de manera que el pigmento cristaliza en el seno de la pared. Los procedentes para pintar al fresco son sencillos pero laboriosos y consumen mucho tiempo. Esta técnica de pintura suele ser estable y de larga duración, aunque se puede dañar por causas físicas, químicas o bacteriológicas, la más frecuente es la humedad que consigue la alteración de los colores ante la disolución del carbonato de calcio y el desarrollo del moho.

### Grisalla
Es una técnica pictórica basada en una pintura monocroma en claroscuro: «luz y sombra» como la llamó Giorgio Vasari, el color está hecho de una mezcla de óxidos de hierro y de cobre y de un fundente, que produce la sensación de ser un relieve escultórico. En el siglo XIV se utilizó para esbozos preparatorios de los escultores para conseguir el efecto de relieve mediante diversas gradaciones de un solo color. Bajo el reinado de Carlos V de Francia, el uso de la grisalla fue sobre todo en la miniatura, en los vitrales y en la pintura. Su utilización será una de las características de la pintura flamenca: en el dorso de los retablos se solía representar una Anunciación en grisalla (Políptico de Gante, Jan Van Eyck, para la catedral de San Bavón en Gante). Josep Maria Sert enfatiza aún más por su evolución cromática, que termina apoyándose en un predominio de la monocromía dorada. Empleaba una gama cromática limitada: oros, ocres, tierras tostadas, con toques de carmín, utilizando como fondo una rica preparación en metal, plata y pan de oro.

### Puntillismo

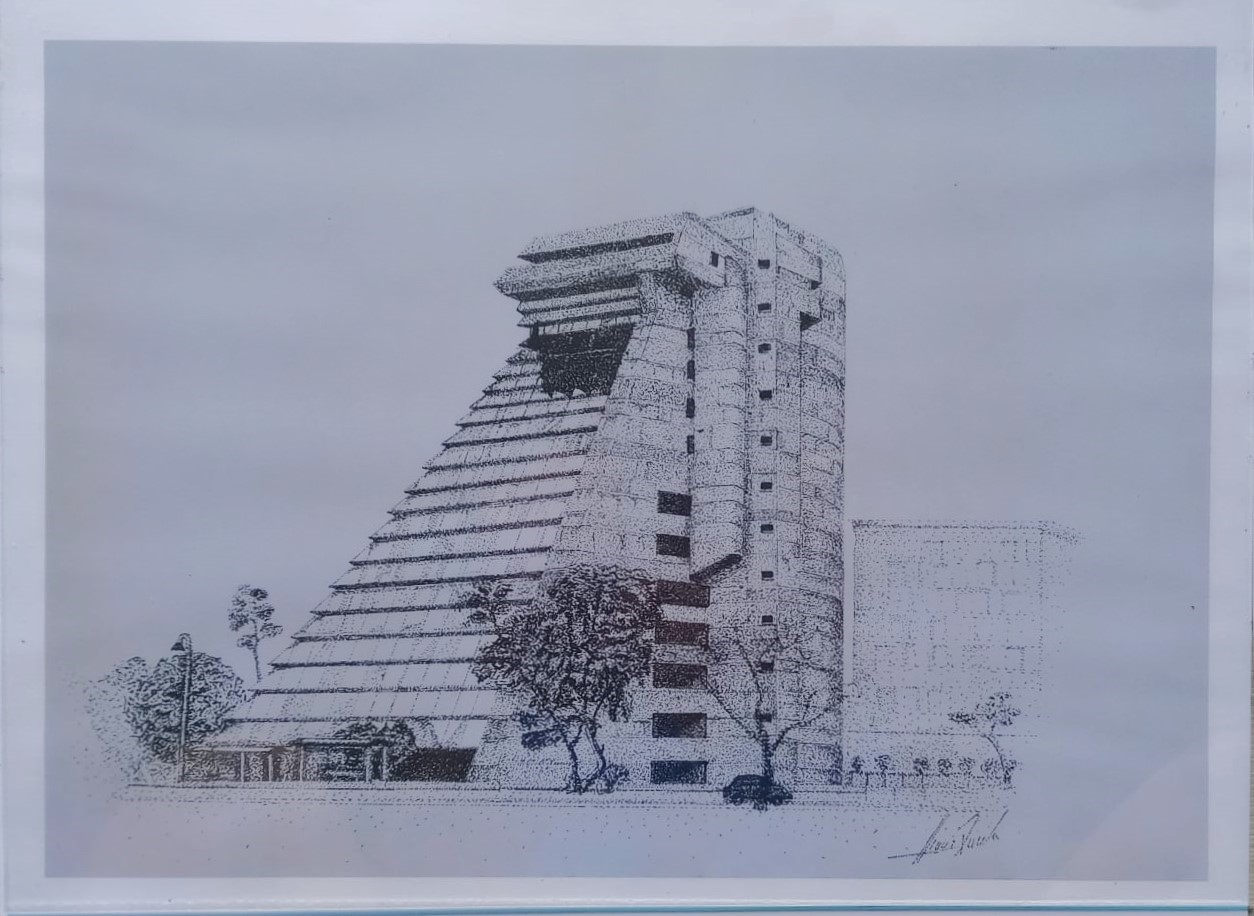
Contraloría General de la República de Costa Rica, representada en puntillismo. Por: Henry Quesada.

El puntillismo es la técnica que surgió en el neoimpresionismo por el estudio practicado principalmente por el pintor Georges Seurat, que consiste en colocar puntos pequeños esféricos de colores puros, en lugar de la técnica de pinceladas sobre el soporte para pintar. Al haber relaciones físicas entre los colores, la interacción entre los primarios y complementarios, consiguen con la posición de unos junto a otros la mezcla óptica, a partir de una cierta distancia del cuadro, que es capaz de producir el efecto de la unión entre ellos.

### Dripping
El dripping es una pintura automática, que según los surrealistas se consigue con ella una pintura casual, hecha con gotas y salpicaduras de pintura, es la técnica pictórica característica de la «action painting» estadounidense (pintura de acción). La pintura se realiza por el artista caminando sobre la superficie a pintar con grandes brochas o con el mismo bote de pintura, dejando caer el goteo del color, normalmente esmalte, que es el que forma las manchas sobre el soporte.

### Grafiti
Se realiza con una pintura envasada en aerosoles que se utiliza pulsando el botón superior por lo que sale en una aspersión muy fina y permite pintar grandes superficies, normalmente los muros de las calles, a la pintura conseguida de esta manera se le denomina grafiti. A finales del año 1970 se empezaron a ver muchas de estas obras urbanas firmadas y cada vez más elaboradas, incluso se fabrican pintura en aerosol exclusivamente para estos artistas, a veces se utilizan plantillas para recortar la superficie que se quiere pintar, así como también hay otras plantillas para letras en el mercado, aunque lo más corriente es que los propios artistas se hagan las suyas.

### Técnicas mixtas
A veces se emplean diversas técnicas en un mismo soporte. El collage por ejemplo, que es una técnica artística (no pictórica por no ser pintada) se convierte en una técnica mixta cuando tiene alguna intervención con guache, óleo, tinta o cualquier otra pintura.
Finalmente, sería conveniente distinguir entre «procedimiento pictórico» y «técnica pictórica». Se entiende por procedimiento pictórico la unión de los elementos que constituyen el aglutinante o adhesivo, y los pigmentos. La forma de aplicar este procedimiento pictórico se denomina técnica pictórica.

## Materiales

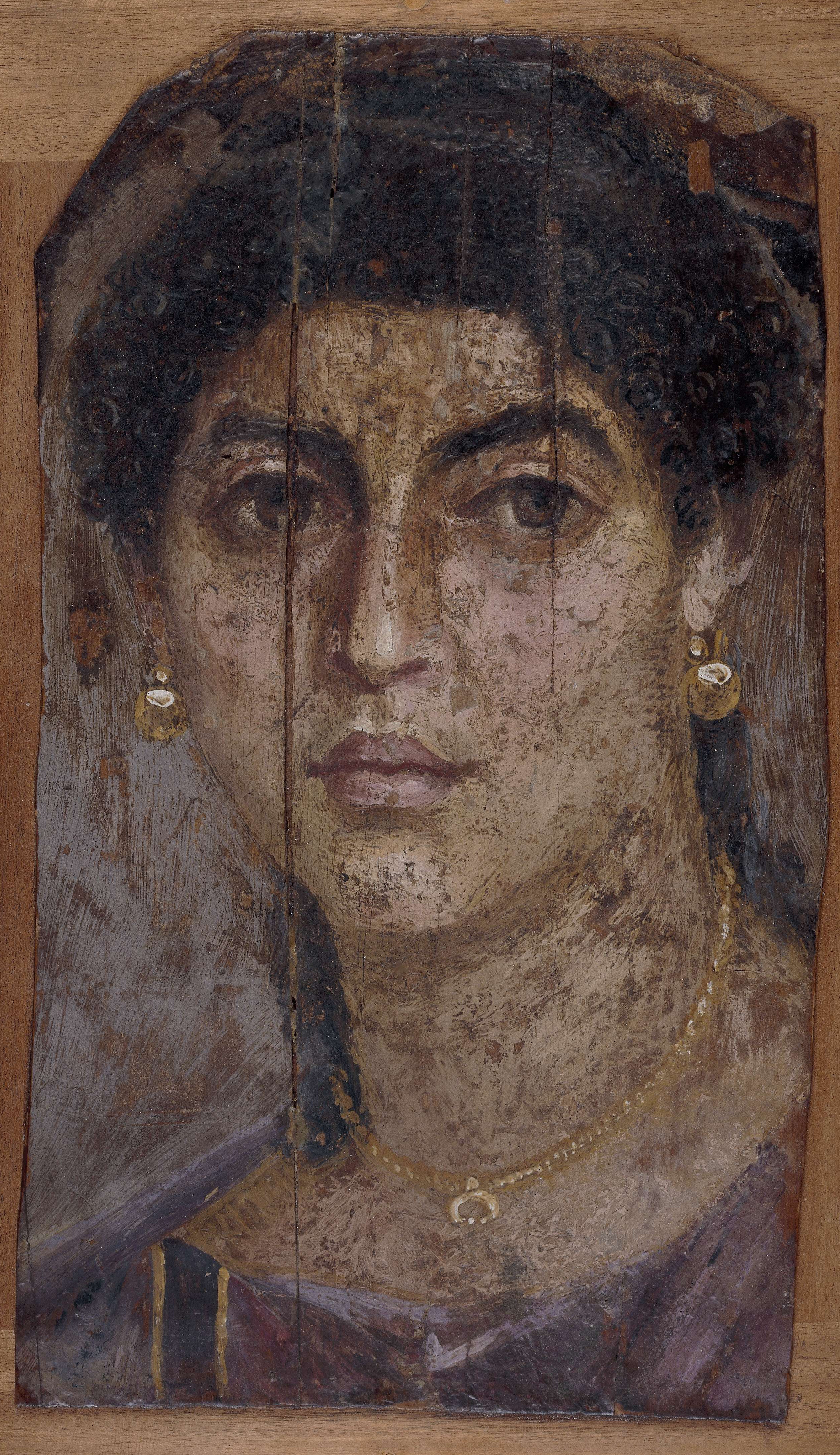
Pintura con cera o encáustica sobre tabla en Fayum. 55-70 d.c

Existe información sobre los materiales empleados por los artistas en documentos escritos, notas dirigidas a otros artistas y otra fuente es el examen técnico y científico de las obras de arte. Estos exámenes sirven también para reforzar las pruebas documentales. Como es natural los materiales empleados a partir del siglo XX son mucho más numerosos y exhaustivos.

### Soportes
El soporte cumple la función de ser el portador del fondo y de las capas de pintura. Los soportes son muy variados, los más tradicionales son el papel, el cartón, la madera, el lienzo y los muros, a los que se puede añadir el metal, el vidrio, el plástico o el cuero entre otros. Todos necesitan de una imprimación especial según el procedimiento pictórico que se quiera seguir.

#### Tabla de madera
La tabla de madera ha sido de los soportes más utilizados desde siempre, los artistas egipcios ya pintaban sobre la madera de los sarcófagos y especialmente en la Edad Media, los retablos o los frontales de altar. Su imprimación es suficiente con una capa de cola o en caso de tener que dorar con pan de oro, hay que hacer otra preparación de colas, yeso y arcilla previas, y también fue el principal soporte para la pintura de caballete europea hasta el siglo XV. La madera maciza empleada antiguamente se había de cubrir con tiras de tela de lino encoladas para disimular las juntas, también a veces se cubría completamente con la tela, así se evitaban posibles grietas posteriores. Así lo explica Cennino en su obra Il Libro dell'Arte del año 1390. Se utilizan también el contrachapado y el conglomerado, tableros prefabricados que ofrecen la característica de tener las superficies lisas y sin uniones, se encuentra el llamado táblex que además de ligero, tiene dos caras una lisa y otra rugosa, se suele utilizar por la parte rugosa ya que la lisa necesita una preparación para que la pintura se adhiera a ella correctamente.

#### Lienzo

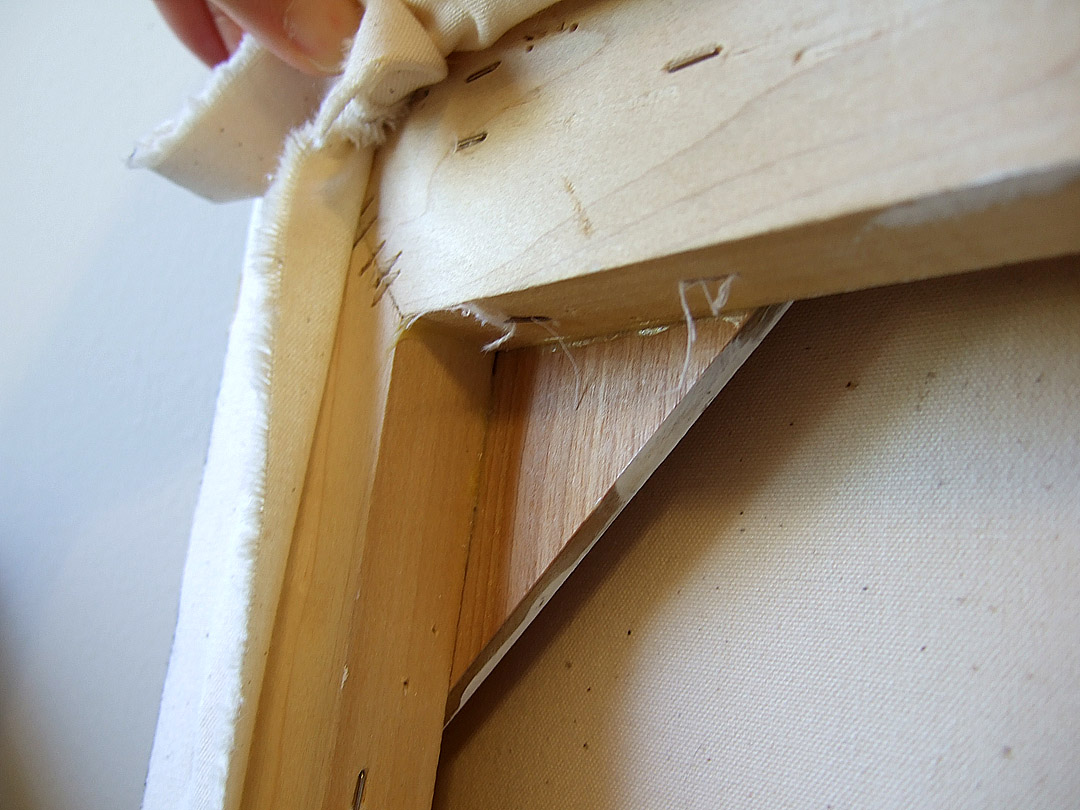
Vista posterior de un bastidor en construcción, soporte de madera sobre el cual tensar el lienzo.

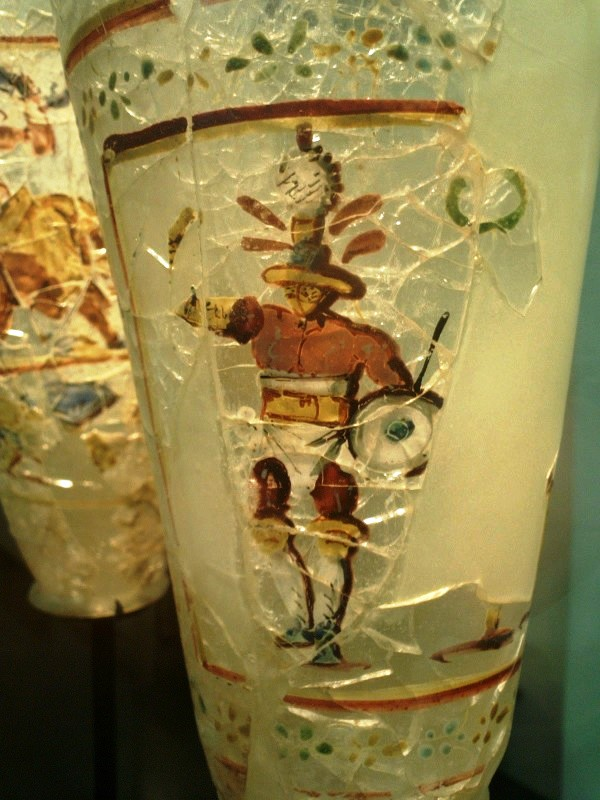
Vidrio pintado greco-romano del.

Plinio el Viejo narró que el emperador Nerón encargó un retrato suyo sobre una tela de 36,5 metros de largo. Heraclio en su manuscrito De Coloribus te Artibus Romanorum del siglo X, describía cómo se preparaba un lienzo de lino para poder pintarlo y dorarlo, tensando la tela y preparándola con cola de pergamino. La pintura sobre tela fue utilizada sobre todo en el norte de Europa y después en Italia por su gran ligereza, a partir del siglo XVIII se hizo corriente su utilización en bastidor fijo y desde el siglo XIX se comercializó en serie.
Los lienzos más usados son los provenientes de fibras vegetales como: el cáñamo, el lino, el yute con tramado fino o el algodón, todos se presentan con grano fino o grueso según el resultado que quiera el artista de su trabajo, también hay soportes realizados con tejido de poliéster. Estos lienzos se pueden adquirir a metros y montarlos sobre marco el propio pintor o utilizar los que hay en el mercado de diferentes tipos y formatos. Existe una numeración internacional para las medidas de largo y ancho de cada bastidor, además tres formatos diferentes para cada número que corresponde a: «figura», «paisaje» y «marina», el tamaño de un lado es siempre el mismo y el otro va disminuyendo, por ejemplo el «40 figura» mide 100 × 81 cm, el «40 paisaje» mide 100 × 73 cm y el «40 marina» mide 100 × 64 cm. Naturalmente no hay que seguir esta regla, cada autor puede realizar su obra libremente en la medida que más desee. La mayoría de lienzos del mercado están preparados con aceite de linaza y tapaporos y también existen preparaciones a base de emulsiones aptos para el óleo o el acrílico, así se simplifica la preparación de imprimaciones para diferentes tipos de pintura y se obtiene siempre el mismo resultado.

#### Cobre
No es un soporte muy común, pero fue usado principalmente durante el siglo XVI en láminas muy delgadas y por pintores del norte de Europa, como el artista alemán Adam Elsheimer. El tamaño normalmente pequeño de estas planchas hace pensar que los artistas que las emplearon, las habían reciclado de antiguos grabados.

#### Vidrio
Otro soporte para pintar es el vidrio, realizado en objetos (jarras, vasos) con esmalte que una vez decorados en frío, debe ser sometido, para su fijación al soporte, al calor del horno con una temperatura inferior a la fusión del vidrio. Fue el soporte para vidrieras de catedrales desde el siglo XII, donde se colocaban cristales de colores y la pintura sobre el mismo vidrio por medio de la grisalla, así se conseguía por un lado, cambiar el color del cristal de fondo y por otro, hacer los trazos de las figuras representadas, especialmente los rostros.

#### Papel

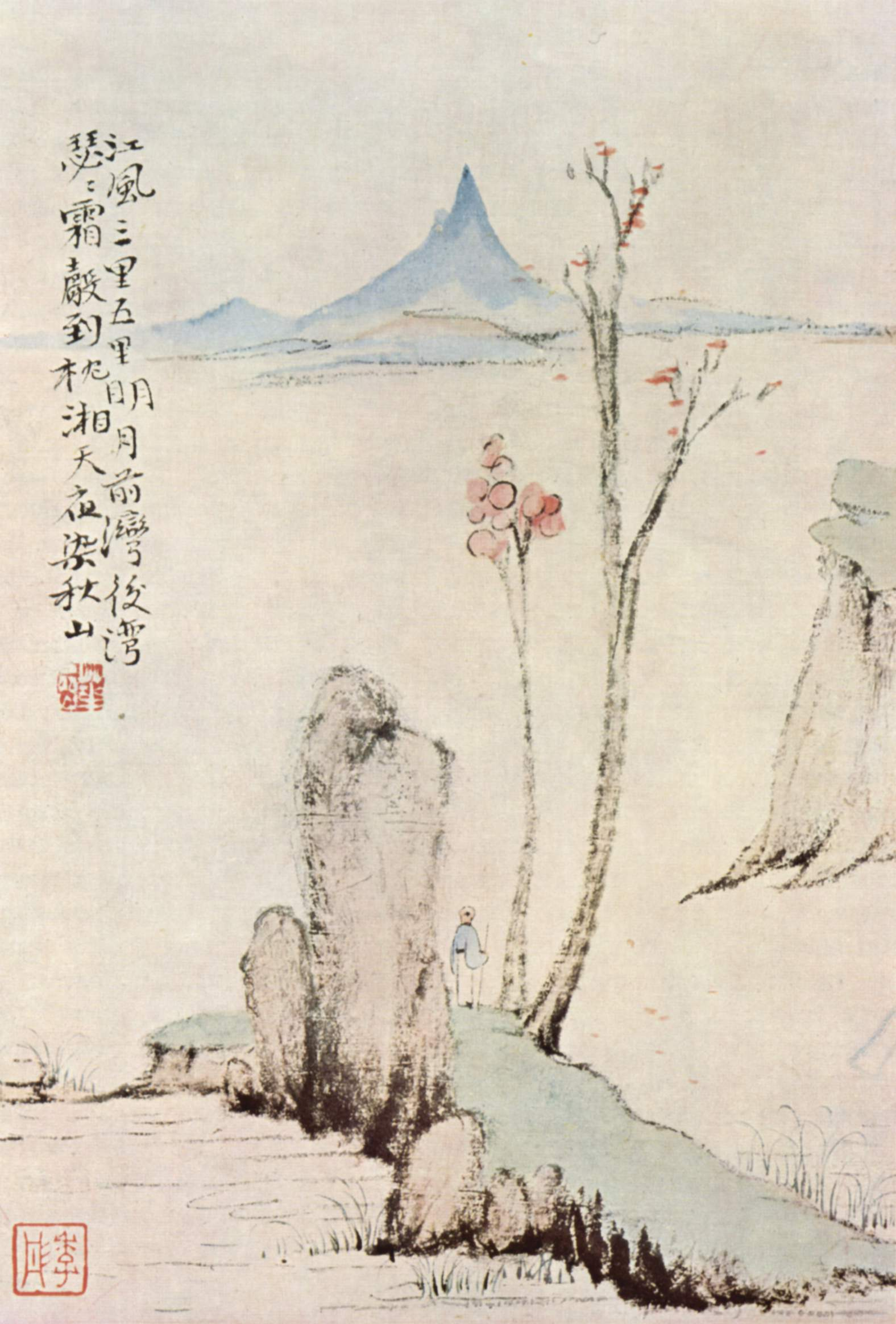
Dibujo sobre papel de arroz chino (1729).

Se han datado hallazgos de papel procedentes de China cerca del 200 a. C. Se da como inventor del papel al chino Cai Lun (50 a. C.-121), eunuco imperial, que mejoró la fórmula del papel, convirtiéndolo en una alternativa al papiro y al pergamino, los soportes tradicionales para la escritura, gracias al añadido de almidón que protegía las fibras vegetales. El soporte del papel es utilizado en diversas técnicas pictóricas, las más corrientes son la acuarela, el gouache, el pastel y la tinta china negra o en colores. Hay gran variedad de texturas, pesos y colores, y su elección depende del estilo del artista. Existen tres tipos estándares:
- Papel prensado en caliente: tiene una superficie dura y lisa, muchos artistas consideran una superficie demasiado resbaladiza para la acuarela.
- Papel prensado en frío: es texturado, semiáspero, adecuado para lavados amplios y lisos.
- Papel áspero: con una superficie granulada, cuando se aplica un lavado se obtiene un efecto moteado por las cavidades del papel.

El peso del papel es la segunda consideración para su elección, ya que un papel más pesado tiene menos tendencia a ondularse. Para evitar que el papel se ondula hay tensarlo. El gramaje apropiado para la acuarela es entre 120 g/m² subasta 850 g/m².

### Pinceles
Los pinceles, son un instrumento clásico y efectivo que el pintor emplea en su trabajo. Los pinceles pueden variar en tamaño, anchura, y calidad. Los materiales de los componentes de los pinceles y brochas pueden ser orgánicos o sintéticos.

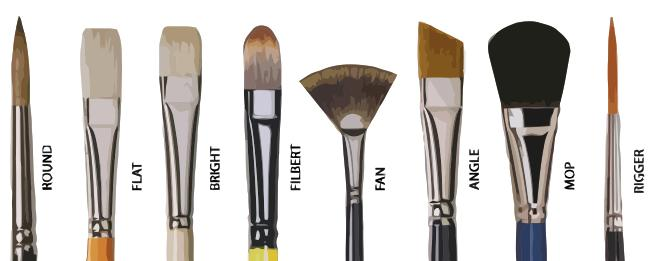
Pinceles diversos.

El pincel consta de tres partes: el pelo, la férula o virola y el mango. Se distinguen por el pelo y su forma, los planos y los de «lengua de gato» suelen ser de pelo duro y los redondos de pelo fino. Los pinceles los escogen los artistas según el trabajo a realizar y su forma de tratar la pintura. Para preparar grandes superficies utilizan las brochas grandes, el interior de las cuales está vacío para recoger una mayor cantidad de pintura, otras brochas más pequeñas ya no tienen el vacío central.
Las cerdas de los pinceles suelen ser naturales provenientes de diferentes animales (caballo, marta, cerdo, etc.) o de crines artificiales. Los pinceles, requieren ser tratadas con cuidado para así prolongar su vida útil; esto incluye su limpieza continua. Una forma eficaz de mantener las cerdas de los pinceles en buen estado, es quitar el excedente de pintura, limpiarlos con disolvente y lavarlos con jabón, secar la humedad con una franela y guardarlos horizontalmente o con las cerdas hacia arriba. Se utiliza también como medio para imprimir la pintura rodillos de diferentes tamaños y materiales, como los de lana, goma-espuma o fibras, esponjas naturales o artificiales y los cuchillos paleta y las espátulas metálicas de hoja flexible en formas diversas sirven para unir diferentes colores y también para pintar con ellas.

### Fondos

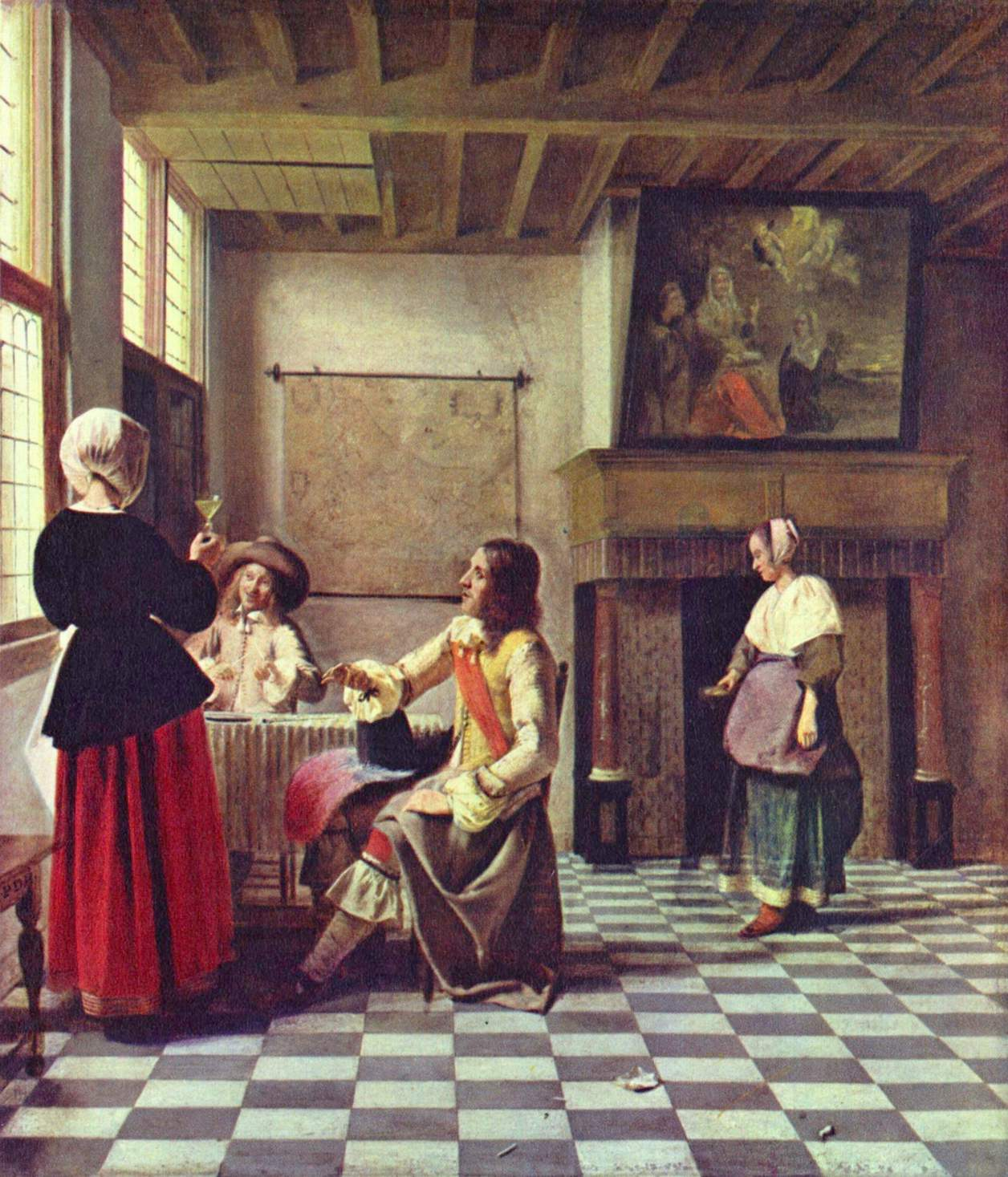
Interior con una mujer bebiendo en compañía de dos hombres por Pieter de Hooch. A través de la transparencia de la falda de la mujer de la derecha y de la capa del hombre, a medida que pason los años se aprecia las baldosas pintadas anteriormente como fondo de la pintura.

En la diversidad de soportes, se acostumbra a modificar antes de comenzar la pintura en ellos, con un tratamiento de imprimación el fondo, que alcanza una superficie pintada con el color y la textura deseada por el artista. Solían hacerse por medio orgánico como el aceite o la cola, mezclado con el color blanco o coloreado, estos medios adhesivos han sido las colas de animales y de pescado, los secantes y las emulsiones de huevo, aceite o resina , el color sólido solía ser la cal, la piedra pómez y la tierra ocre. Esto definía también el efecto visual de la obra finalizada. Este color en el fondo del soporte, consigue en un blanco reflejar la luz a través de las capas de pintura y si es un color oscuro tiende a rebajar el tono de la pintura.
Según Giorgio Vasari explica en su tratado Sobre la técnica en el prólogo técnico de  Las Vidas (1550), los fondos oleosos tienen la ventaja de conservar su flexibilidad en los lienzos de grandes dimensiones y que se puedan enrollar para trasladarlos, aunque necesitan de un tiempo mayor para su secado. Durante los siglos XVII y XVIII se utilizaron mucho los fondos pintados con tonos de tierra rojizas, lo que permitía dejar algunos espacios sin poner pintura y el cuadro ganaba en uniformidad tonal. Desde el siglo XIX los fondos comerciales han sido preparados industrialmente con blanco de plomo y secante.

### Pigmentos
Los pigmentos se dividen en inorgánicos como los derivados de minerales, las tierras, sales u óxidos con los que se consiguen los colores de tierras ocres y sienas, y los orgánicos derivados de vegetales o animales como los conseguidos por cocción de semillas o calcinación y los obtenidos por vía sintética como anilinas también de compuesto orgánico. Los orgánicos suelen ser menos estables que los inorgánicos. El pigmento junto con el aglutinante forma la pintura. El aglutinante es el que permite alcanzar la fluidez en el pigmento y conseguir la adhesión de la pintura en la superficie, puede ser acuoso o graso. El disolvente tiene la misión de diluir o disolver y su tipo depende de la clase del aglutinante empleado. Así el aguarrás diluye el aceite y disuelve la resina, y el agua disuelve la goma y una vez disuelta, también puede diluirla más.
Según el índice de opacidad de la pintura utilizada, a medida que pasan los años, puede captar mejor el fondo de una pintura y los «arrepentimientos» del artista durante su ejecución. En pinturas realizadas anteriormente al siglo XVIII se pueden observar las partículas del pigmento mediante un microscopio, cuanto más grueso era el grano del pigmento más baja calidad tenía la pintura. Durante el siglo XIX se sintetizaron materias colorantes que se usaban como pigmentos, el azul cobalto, el amarillo zinc y el óxido de cromo entre otros. El número de pigmentos ha ido creciendo hasta la actualidad en que existe una gran variedad y todos de excelente calidad.